# حوذان مائي
الحوذان المائي أو شقيق مائي أو حامول الماء نوع نباتي يتبع جنس الحوذان من الفصيلة الحوذانية. سمي نسبة إلى جزيرة خيوس اليونانية. أوراقه طويلة الزناد. أزهاره صفر. بتلاتها بيضية الشكل مقلوبة. يعد من النباتات السامة التي تؤذي المواشي أخصها الأبقار.

## الموئل والانتشار
موطنه الأصلي المشرق العربي والمغرب العربي وتركيا واليونان ومعظم مناطق أوروبا. أدخل أيضاً إلى أمريكا الشمالية.